# Yaksi

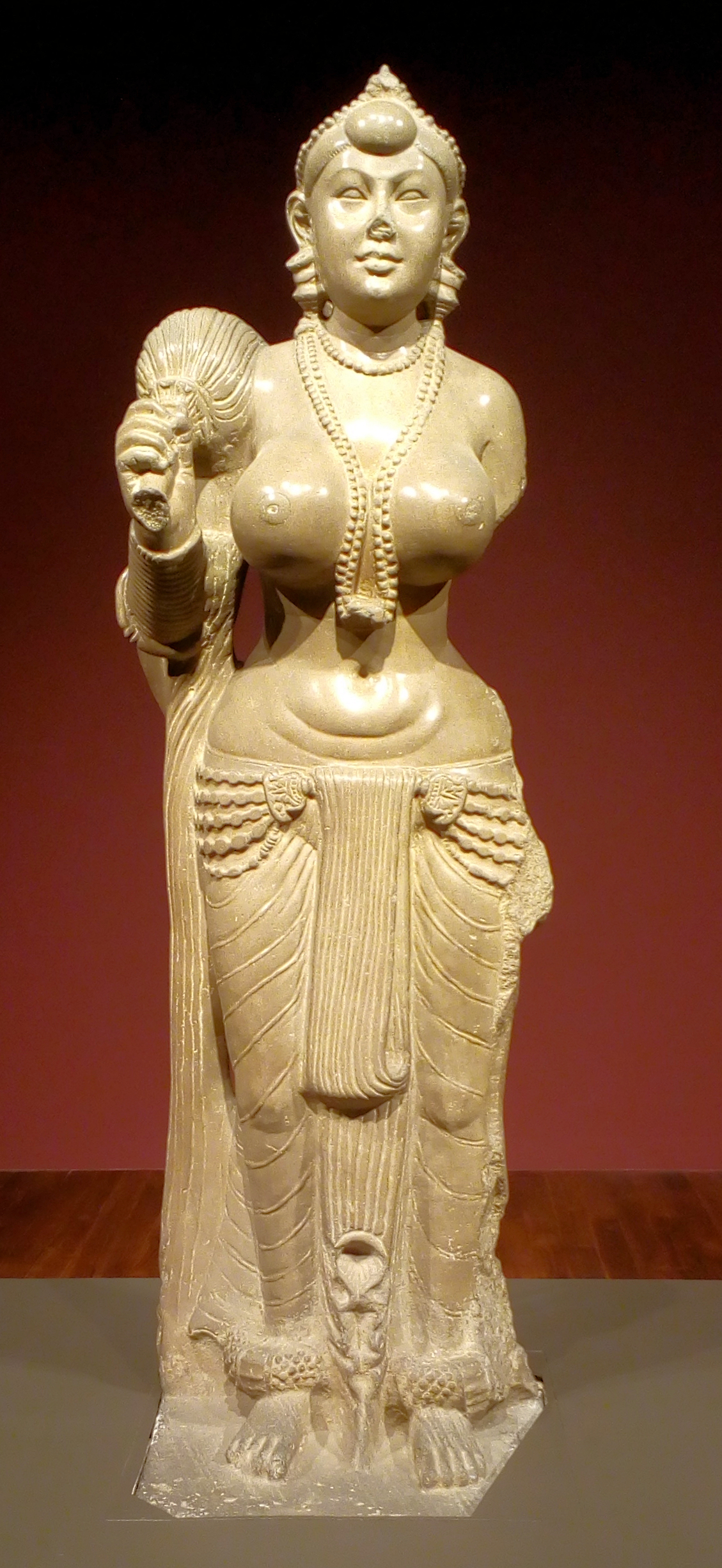
Una statua di Yaksi indiana

Le Yaksi (dal sanscrito: याक्षिणि, anche chiamata Yaksini o Yakshini e Yakkhini in Pali) sono personaggi della mitologia Indù, Buddhista e Giainista.

## Descrizione
Una Yaksi è la controparte femminile del maschile Yaksha, entrambi servitori di Kubera, il dio Indù della prosperità, che regna sul mitico regno di Alaka, sull'Himalaya.
Entrambi cercano un tesoro nascosto sulla terra. Le Yaksi sono spesso dipinte come donne bellissime e formose, dagli ampi fianchi, vita stretta, ampie spalle e seni esageratamente sferici. Nel Tantra Uddamareshvara, sono descritte 36 Yaksi, inclusi i loro rispettivi mantra ed i riti a loro dedicati. Una simile lista è presente nel Tantra Tantraraja, dove si afferma che questi esseri soddisfino qualsiasi desiderio sia loro chiesto. Nonostante queste creature siano solitamente benevole, sono presenti nel folklore indiano anche delle controparti malevole.

## Le trentasei Yaksi descritte nelTantraUddamareshvara
Qui di seguito è elencata la lista delle trentasei Yaksi descritte nel Tantra Uddamareshvara:
1. Vichitra
2. Vibhrama
3. Hamsi
4. Bhishani
5. Janaranjika
6. Vishala
7. Madhana
8. Ghanta
9. Kalakarni
10. Mahabhaya
11. Mahendri
12. Shankhini
13. Chandri
14. Shmashana
15. Vatayakshini
16. Mekhala
17. Vikala
18. Lakshmi
19. Malini
20. Shatapatrika
21. Sulochana
22. Shobha
23. Kapalini
24. Varayakshini
25. Nati
26. Kameshvari
27. Sconosciuto
28. Sconosciuto
29. Manohara
30. Pramoda
31. Anuragini
32. Nakhakeshi
33. Bhamini
34. Padmini
35. Svarnavati
36. Ratipriya